# Liste des MP 55
Cette page est une annexe de l'article « MP 55 ».
Cette liste recense les éléments du parc de MP 55, ancien matériel roulant de la Régie autonome des transports parisiens (RATP).

## État du matériel
| Numéro | Composition                  | Mise en service    | Radiation          | Ligne | Précédentes lignes (année de départ) | Particularité |
| ------ | ---------------------------- | ------------------ | ------------------ | ----- | ------------------------------------ | --- |
| 5501   | M.3020—N.4005—AB.5501—M.3002 | 8 novembre 1956    | Entre 1997 et 1999 | -     | (M) · (11)                           | |
| 5502   | M.3017—N.4004—AB.5502—M.3035 | Entre 1956 et 1957 | Entre 1997 et 1999 | -     | (M) · (11)                           | |
| 5503   | M.3001—N.4009—AB.5503—M.3030 | Entre 1956 et 1957 | 29 janvier 1999    | -     | (1999)                               | Ancienne composition en 1993 : M.3033—N.4011—AB.5503—M.3008                                                        |
| 5504   | M.3011—N.4012—AB.5504—M.3026 | Entre 1956 et 1957 | Entre 1997 et 1999 | -     | (M) · (11)                           | |
| 5505   | M.3007—N.4017—AB.5505—M.3003 | Entre 1956 et 1957 | Entre 1997 et 1999 | -     | (M) · (11)                           | |
| 5506   | M.3013—N.4018—AB.5506—M.3021 | Entre 1956 et 1957 | Entre 1997 et 1999 | -     | (M) · (11)                           | |
| 5507   | M.3016—N.4013—AB.5507—M.3032 | Entre 1956 et 1957 | Entre 1997 et 1999 | -     | (M) · (11)                           | |
| 5508   | M.3023—N.4002—AB.5508—M.3029 | Entre 1956 et 1957 | Entre 1997 et 1999 | -     | (M) · (11)                           | |
| 5509   | M.3009—N.4009—AB.5509—M.3030 | Entre 1956 et 1957 | Entre 1997 et 1999 | -     | (M) · (11)                           | |
| 5510   | M.3036—N.4015—AB.5510—M.3014 | Entre 1956 et 1957 | Entre 1997 et 1999 | -     | (M) · (11)                           | |
| 5511   | M.3022—N.4008—AB.5511—M.3010 | Entre 1956 et 1957 | Entre 1997 et 1999 | -     | (M) · (11)                           | |
| 5512   | M.3001—N.4007—AB.5512—M.3018 | Entre 1956 et 1957 | Entre 1997 et 1999 | -     | (M) · (11)                           | |
| 5513   | M.3025—N.4016—AB.5513—M.3027 | Entre 1956 et 1957 | Entre 1997 et 1999 | -     | (M) · (11)                           | |
| 5514   |                              | Entre 1956 et 1957 | Date inconnue      | -     | (M) · (11)                           | Voitures M.3028 et N.4014 réformées en 1982. Voitures M.3016, M.3020, N.4013 et AB.5514 garées en réserve en 1988. |
| 5515   | M.3034—N.4006—AB.5515—M.3012 | Entre 1956 et 1957 | Entre 1997 et 1999 | -     | (M) · (11)                           | |
| 5516   | M.3005—N.4010—AB.5516—M.3031 | Entre 1956 et 1957 | Entre 1997 et 1999 | -     | (M) · (11)                           | |
| 5517   | M.3004—N.4003—AB.5517—M.3006 | Entre 1956 et 1957 | Entre 1997 et 1999 | -     | (M) · (11)                           | |